# David Berenbaum
David Berenbaum är en amerikansk manusförfattare. Bror till Michael Berenbaum. Han har bland annat skrivit manus till filmen Elf från 2003.

## Filmografi
- 2008 – The Spiderwick Chronicles
- 2006 – Zoom
- 2003 – Elf
- 2003 – The Haunted Mansion